# Plasmocit
Plasmocitele sunt leucocite care sintetizează cantități mari de anticorpi, de la câteva sute la mii de anticorpi pe secundă per celulă. Acestea se găsesc în mod normal în țesuturi, și nu în sânge, reprezentând stadiul final al diferențierii limfocitelor B. Spre deosebire de alte limfocite B care produc imunoglobuline atașate de suprafața membranei celulare, acestea sunt capabile să producă forma solubilă (secretată) a imunoglobulinelor. De asemenea, plasmocitele sunt incapabile să prolifereze celular, după maturarea de afinitate în centrul germinal, celulele plasmatice având o durată de viață nedeterminată, variind de la zile la luni. 
Spre deosebire de limfocitele B nediferențiate, plasmocitele nu pot comuta clasa de anticorpi; nu pot acționa ca APC-uri, deoarece plasmocitele nu mai pot prezenta MHC II; și nu mai sunt capabile să internalizeze antigenul, deoarece acestea nu mai prezintă cantități importante de imunoglobuline pe suprafață. Totuși, prezența cantităților mici de imunoglobulină (BCR) este necesară, deoarece expunerea plasmocitului la antigenul specific prin intermediul acestui receptor determină durata de viață a plasmocitului. Durata de viață, clasa de anticorpi produși, precum și locul, unde plasmocitele se găsesc, depind de semnalele primite de la limfocitele Th în timpul diferențierii. 
- Diferențierea T - independentă (stimularea unui limfocit B fără implicarea unei celule T, de exemplu, antigeni non-proteici) poate avea loc oriunde în organism și rezultă în secreția de anticorpi IgM.
- Diferențierea T - dependentă presupune existența a două răspunsuri: primar și secundar: 
  - răspunsul primar (limfocitul T este prezent în momentul contactului inițial al limfocitului B cu antigenul proteic) duce la diferențierea unor plasmocite cu o durată de viață scurtă, și aceștia rămân în regiunile extramedulare ale ganglionilor limfatici,
  - răspunsul secundar produce plasmocite cu o durată de viață mai lungă. Acestea produc IgG și IgA, și adesea migrează în măduva osoasă. Plasmocitele vor secreta anticorpi IgG3 dacă s-au maturat în prezența interferon-gamma. Deoarece maturarea celulelor B implică și hipermutația somatică, anticorpii produși vor avea o afinitate foarte mare pentru antigenul lor.

Celulele plasmatice pot produce doar un singur tip de anticorpi dintr-o singură clasă de imunoglobuline (de exemplu, doar IgA sau IgG1).